# Sankt Mortens Kirke (Næstved)
 For alternative betydninger, se Sankt Mortens Kirke. (Se også artikler, som begynder med Sankt Mortens Kirke)
Sankt Mortens Kirke er en middelalderlig kirke i Næstved centrum. Den er kendt fra en tidlig optegnelse omkring 1280, men menes at være bygget og taget i brug omkring 1200.
Kirken, der fra middelalderen blev bygget til at være byens sognekirke, mens de andre kirke var tættere knyttet til ordensvæsenet, er opkaldt efter den legendariske Sankt Martin af Tours, på dansk kaldt Sankt Morten.
Sankt Morten fejrer man i Danmark på Skt. Mortens aften den 10. november (Skt. Mortens Dag er den 11. november). Ifølge legenden ville Martin af Tours ikke udnævnes til biskop og gemte sig i en gåsesti. Gæssene afslørede ham ved deres høje skræppen, hvorefter han blev fundet af sine ivrige tilhængere, der sidenhen kårede ham til biskop. Som tak for sidst skal der gås på bordet hver Sankt Mortens aften til minde om Morten, der gemte sig i gåsestien.
I kirkens hvælvinger kan man se et klart portræt af Sankt Martin af Tours (Sankt Morten), der bygger på en anden kendt historie om denne helgen. På kalkmaleriet ser man ham som soldat siddende på sin hest, mens han skærer et stykke af sin officerskappe for at give den til en fattig tigger. Derfor regnes Sankt Morten for skytshelgen for fattige og tiggere.
Kirkens Frobenius-orgel har 41 stemmer og blev bygget i 1975.
- Altertavle
- Prædikestol

## Eksterne kilder og henvisninger
- Sankt Mortens Kirke hos KortTilKirken.dk
- Sankt Mortens Kirke i bogværket Danmarks Kirker (udg. af Nationalmuseet)

- Wikimedia Commons har flere filer relateret til Sankt Mortens Kirke (Næstved)